# 548 г. пр.н.е.

## Събития

### В Азия

#### Във Вавилония
- Набонид (556 – 539 г. пр.н.е.) е цар на Вавилония.[1]

#### В Персийската империя
- Цар на Персийската (Ахеменидска) империя е Кир II Велики (559 – 530 г. пр.н.е.).[2]

### В Африка

#### В Египет
- Фараон на Египет е Амасис II (570 – 526 г. пр.н.е).[3]

### В Европа
- В Гърция се провеждат 58-тe Олимпийски игри:
  - Победител в дисциплината бягане на разстояние един стадий става Диогнет от Кротоне.[4]
- Храмът на Аполон в Делфи изгаря, но по-късно е възстановен с дарения.[5]